# Mooring
Het Mooring of Bökingharders (Böökinghiirder frasch) is een dialect van het Noord-Fries, gesproken in de Bökingharde, een streek op het vasteland rondom Niebüll (Naibel).
Het Mooring, genoemd naar de Risumer Moor, wordt begrensd door het Wiedingharders in het noorden, het Karrharders in het oostzuidoosten en het Goesharders in het zuidzuidoosten. Met deze dialecten en het Halligers vormt het Mooring het Vasteland-Noord-Fries.
Het Mooring heeft zich de laatste decennia min of meer de status verworven van lingua franca voor het gehele Noord-Fries. Dit had geen taalkundige basis: het dialect is niet heel typisch voor het Noord-Fries, het is zeker niet het vitaalste dialect/dialect met de meeste sprekers  (zie Fering). Er waren en zijn echter veel activiteiten in en over dit dialect en op het Nordfriisk Instituut zijn de sprekers ervan goed vertegenwoordigd. De eilanddialecten hadden al hun eigen verenigingen, die zich richt(t)en op cultivatie en behoud van de plaatselijke cultuur. Door zijn status als lingua franca vindt men het Mooring relatief veel op het internet. Het aanbod aan taalcursussen is ruim. 